# Tilletia lolii
Tilletia lolii är en svampart som beskrevs av Auersw. 1854. Tilletia lolii ingår i släktet Tilletia och familjen Tilletiaceae.   Inga underarter finns listade i Catalogue of Life.